# 朗德间隔定则
朗德间隔定则是LS耦合多重态的一条规律，它是指：在LS耦合同一多重态中，两个相邻能级的间隔之比，与两个总角动量量子数J值中较大的那个值成正比。朗德间隔定则是朗德（A.Lande）1923年提出的。利用朗德间隔定则可以鉴别是否属于LS耦合。